# 毛脉地锦
毛脉地锦（学名：Parthenocissus cuspidifera var. pubifolia）为葡萄科地锦属下的一个变种。

## 扩展阅读
- 維基物種上的相關：毛脉地锦